# ألين كروفورد
ألين كروفورد (بالإنجليزية: Allen Crawford)‏ هو رسام توضيحي أمريكي، ولد في 22 مارس 1968.

## وصلات خارجية
- الموقع الرسمي